# Texel (schip, 1952)
Het Nederlandse lichtschip Texel (Lichtschip Nr. 10) werd in 1951 gebouwd door de Rijkswerf Willemsoord te Den Helder. Het schip was in dienst van 30 september 1952 tot begin 1992. Sinds 1996 ligt het lichtschip als museumschip afgemeerd in de museumhaven van Willemsoord. Het wordt beheerd door de Stichting Historie der Kustverlichting onder de naam Museum Lichtschip Texel.

## Constructie en uitrusting

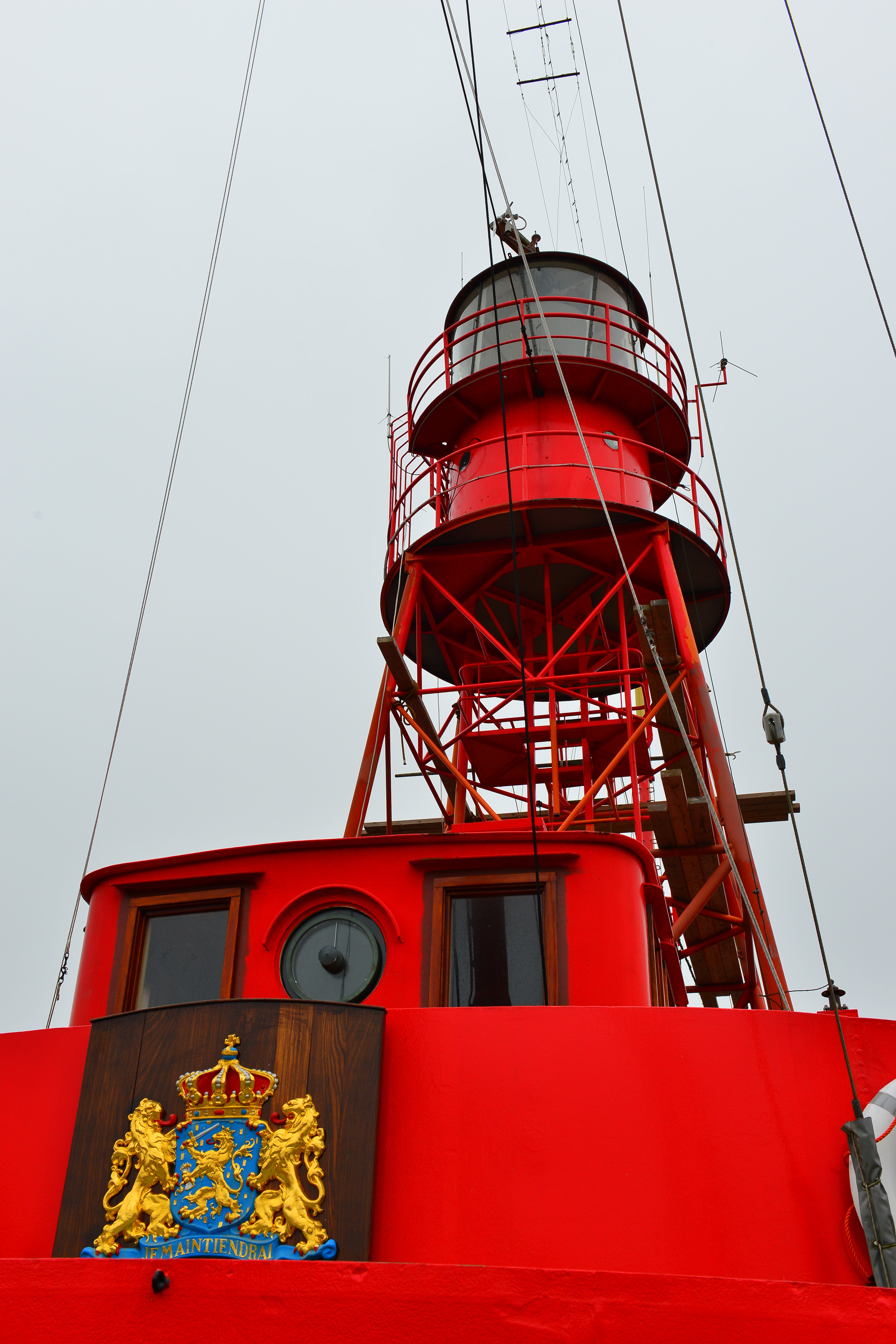
Detail van het schip. Zicht op de lichtopstand en de brug.

Begin 1951 verzocht het Nederlandse Loodswezen de marinewerf Rijkswerf Willemsoord om twee lichtschepen te bouwen op basis van plannen die dateerden uit 1948. De beide vaartuigen, met de nummers 10 en 11, liepen op 11 augustus 1951 van stapel. Lichtschip nummer 10 had een diepgang van 2,92 meter en een totaal gewicht van ongeveer 500 ton. De lengte bedroeg 45,5 meter en de breedte 7,92 meter. Oorspronkelijk was het schip uitgerust met drie paddenstoelankers van telkens 750 kg. Het witte licht bevond zich op een hoogte van 16 m en werd gebundeld door een lenzenstelsel met een brandpuntsafstand van 300 mm. Het schip vertoonde om de 20 seconden een groep van drie flitsen gevolgd door één flits. Verder had het schip een misthoorn aan boord. Dit waarschuwingsmiddel werd aangevuld met radio's voor de communicatie met bijhorende antennes en een radiobaken. Na de afbouw was het schip uitgerust met vier Kromhout dieselgeneratoren voor het opwekken van elektriciteit. Tijdens de automatisering in 1976 werden ze vervangen door drie generatoren van het type Samofa. Het schip had geen voortstuwing en kon dus niet varen op eigen kracht. In noodgevallen en bij de bevoorrading en aflossing kon de bemanning beroep doen op een roeispiegelsloep en een loodsjol.

## Posities
De eerste positie die lichtschip nr. 10 op 30 september 1952 innam bevond zich op 18 zeemijlen uit de kust. Het schip werd voorzien van de naam Texel, een verwijzing naar zijn ligplaats. In 1971 werd het vaartuig hernoemd tot Terschellingerbank en verplaatst naar de gelijknamige bank ten noorden van het eiland Terschelling. Met het oog op een volledige automatisering werd het schip in 1976 van zijn positie gehaald. In 1977 droeg het intussen door de Sleephelling Maatschappij Scheveningen geautomatiseerde en dus onbemande schip opnieuw de naam Texel en kreeg het de gelijknamige positie toegewezen. Vanaf 1982 lag nr. 10, nog steeds met de naam Texel, op 23 zeemijlen van Den Helder, ten westen van Petten. Om de twee jaar haalde een marinesleper of een betonningsvaartuig het schip binnen voor nazicht een onderhoud. Omdat de onbemande werking van nr. 10 voldeed, werden later ook de twee andere Nederlandse lichtschepen met automatische apparatuur uitgerust.

## Bemanning

### Taakverdeling
De elfkoppige bemanning, die tot 1955 telkens vier weken aan boord bleef, werkte onder een regime van vier uur op en vier uur af, de zogenaamde continudienst. Vanaf 1955 werd deze vier weken durende dienstperiode verminderd tot twee weken. Dit regime werd in stand gehouden tot het schip werd geautomatiseerd. Naast de gezagvoerder, de hoofdmachinist en de stuurman, waren er ook nog drie machinisten, drie lichtwachters en een scheepsjongen aan boord. De maaltijden werden verzorgd door een kok.
De lichtwachters namen dag en nacht de wacht waar. Schepen die te dicht naderden werden per seinlamp en later per radio verzocht om van koers te veranderen. Naast het algemene onderhoud van het schip zorgden deze lichtwachters ook voor het opstellen van een weerrapport.
De elektrische installatie en de generatoren in de machinekamer werden beheerd door de machinisten. De gezagvoerder en de eerste stuurman namen geregeld deel aan de wacht. Het logboek werd door de eerste stuurman aangevuld. De Kustwacht werd om het uur door de bemanning van het lichtschip per radio ingelicht over de heersende weersomstandigheden. Het lichtschip speelde ook een rol in de wind- en stormwaarschuwing. Daartoe werden, indien nodig en op aanwijzingen van het KNMI, een stormbal en een bijhorend stormkwadrant gehesen. Later werden deze aanduidingen vervangen door een systeem met rode en witte lichten.

### Bevoorrading en aflossing
Bevoorrading en aflossing gebeurden door een verzorgingsschip dat het lichtschip tot op 50 meter naderde. De bemanning gebruikte de loodsjol van de Texel om de voorraden van het verzorgingsschip op te halen en eventueel af te lossen personeel over te brengen. Bij ruwe zee diende dit bevoorraden en aflossen uitgesteld te worden, omdat het varen met de loodsjol dan een te groot risico vormde. Bij aanhoudend slechte weersomstandigheden kon het gebeuren dat het te vervangen personeel tot een week langer aan boord diende te blijven.

## Ongevallen
Tijdens de zware februaristorm van 1953 werd het schip aan beide zijden getroffen door watermassa's waardoor het ernstige averij opliep. Niet alleen beschadigde dit door zand verzadigde water een reling, maar het vernielde ook een aantal ramen en deuren, waardoor het zeewater ongehinderd het schip kon binnendringen.
Op 7 april 1966 raakte een schip de Texel achteraan aan de stuurboordzijde. Naast de schade aan een motorsloep en het sloepdek bleek ook een deel van de verschansing te zijn verdwenen. Het aanvarende schip, dat vooraan beschadigd was, kon verder varen.
Op 19 november 1967 werd nummer 10 aangevaren door een kustvaarder, die daardoor een gat van acht meter in de romp aan de bakboordzijde van het lichtschip achterliet. De bemanning van de kustvaarder weigerde hulp te bieden en het vaartuig vervolgde zijn weg. De schade aan de Texel bevond zich boven de waterlijn, zodat het schip bleef drijven.
Tijdens de NAVO-oefening Silver Tower stortte op 17 september 1968 een helikopter van het type Westland Wasp neer in de onmiddellijke omgeving van het lichtschip. Het toestel was opgestegen van het Engelse fregat HMS Cleopatra. De bemanning van het verongelukte toestel werd vijf minuten na het ongeval door een reddingsboot van de Cleopatra uit zee gehaald.

## Ombouw totmuseumschip
Vanaf 1996 werd het schip gerestaureerd. Tijdens dit ombouwen werden de meeste aanpassingen die gebeurd waren in het kader van de automatisering ongedaan gemaakt. Zo werden onder meer de dichtgelaste patrijspoorten opnieuw opengeslepen, oude radio's van het type Becker teruggeplaatst en de apparatuur van het radiobaken en de misthoorn nagebouwd. Bovendien werd de brug terug op het dek aangebracht en werden masten, tuigage en antenne opnieuw geïnstalleerd nadat het helikopterdek weggehaald was. In de machinekamer werden de drie Samofa dieselgeneratoren vervangen door vier generatoren van de firma Kromhout. Op 19 december 2008 werd het lichtschip in eigendom overgedragen door Rijkswaterstaat en de gemeente Den Helder aan de Stichting Historie der Kustverlichting. In 2009 werd het schip in een droogdok binnengebracht, zodat de twee rijpalen en bijhorende ladder die tijdens de automatisering aan de romp aangebracht waren, konden weggehaald worden.

## Stranding nummer 11
Op de positie Texel heeft ook lichtschip nr. 11 dienstgedaan. Dit lichtschip is in de nacht van 30 september op 1 oktober 1991 losgeslagen doordat de ankerketting brak. Er woedde op dat moment een storm met orkaankracht.  Met schepen en helikopters probeerde men tevergeefs om personeel aan boord te brengen met de bedoeling een reserveanker uit te werpen. In de vroege morgen van 1 oktober 1991 strandde het vaartuig op de Hondsbossche Zeewering. Omdat het niet mogelijk bleek het vlot te trekken, werd het ter plaatse gesloopt. De lichtmast werd overgebracht naar de Oude Rijkswerf Willemsoord, waar hij tegenwoordig tentoongesteld is.
- Virtual International Authority File: 307488498
- WorldCat: E39PBJqqtPX8t8GRqgBDb3cVmd